# آموران
آموران (به یونانی: Ἀμόριον آموریون؛ در منابع اسلامی عموریه) شهری فریگی در آسیای صغیر است که در دوران هلنی برپا شد و پس از حمله معتصم عباسی در سال ۸۳۸ ویران گشت. خرابه‌های شهر در نزدیکی روستای حصارکوی در ترکیه است.
ریشهٔ نام، واژهٔ نیا-هندواروپایی ما به معنی «مادر» است.

## اهالی سرشناس
- ازوپ نویسندهٔ یونانی (در زادگاهش اختلاف است)
- میخائیل دوم (۷۷۰-۸۱۹) امپراتور روم شرقی